# Loxilobus acutus
Loxilobus acutus är en insektsart som beskrevs av Hancock, J.L. 1904. Loxilobus acutus ingår i släktet Loxilobus och familjen torngräshoppor.

## Underarter
Arten delas in i följande underarter:
- L. a. acutus
- L. a. parvispinus